# Judith Kerr
Judith Kerr, född 14 juni 1923 i Berlin, Tyskland, död 22 maj 2019 i Barnes, London, var en tyskfödd brittisk författare och illustratör. Hon var dotter till den ledande teaterkritikern Alfred Kerr och föddes i Tyskland, men flyttade 1936 med sin familj till England. Kerr bodde under senare tid i Londonstadsdelen Barnes.
Kerr skrev bland annat boken När Hitler stal den skära kaninen (1971), som grundar sig på hennes egna upplevelser. Boken skildrar hur hennes alter ego Anna och hennes familj flyr från Tyskland 1933 och flyttar runt i Schweiz och Frankrike innan de slutligen slår sig ned i England. Fortsättningen Den motsatta vägen (1975) skildrar familjens liv under andra världskriget i England. Den avslutande delen är en roman för vuxna, A small person far away (1978), och har inte översatts till svenska.

## Böcker översatta till svenska
- En tiger i köket (bilderbok, både text och bild av Judith Kerr), 1970 (The tiger who came to tea)
- Mog, katten som glömde (bilderbok, text och bild av Judith Kerr), 1972 (Mog, the forgetful cat)
- När Hitler stal den skära kaninen (ill. av förf.), 1973 (When Hitler stole pink rabbit)
- Bill och hans vänner på bröllop, 1975 (When Willy went to the wedding)
- Den motsatta vägen, 1976 (The other way round)
- Mog i mörkret, 1983 (Mog in the dark)

## Utmärkelser
- Deutscher Jugendliteraturpreis 1974 för "När Hitler stal den skära kaninen".